# Spindelörtskinnbagge
Spindelörtskinnbagge (Canthophorus impressus) är en art i insektsordningen halvvingar som tillhör familjen tornbenskinnbaggar.

## Kännetecken
Spindelörtskinnbaggen har en kroppslängd på 5 till 7 millimeter. Kroppsformen är ganska bred och rundad och dess färg är glänsande blåsvart, utom på täckvingarnas hinnartade del, hemelytron, som är ljusare gråaktig. Den har också en smal vit rand längs halsskölden, samt på täckvingarnas ytterkanter ned till bakkroppsspetsen. På bakkroppsspetsen är den vita randen uppbruten.

## Utbredning
Spindelörtskinnbaggen finns i Europa och Asien, från Brittiska öarna till Sibirien. I Europa är den vanligast i bergsområden och i Sverige finns den i Småland och södra Östergötland, ungefär i det område som brukar kallas för sydsvenska höglandet, på platser där dess värdväxt spindelört växer.

### Status
I Sverige är spindelörtskinnbaggen rödlistad. I 2005 års rödlista upptogs den som starkt hotad. Det främsta hotet mot arten angavs vara att förekomsten av dess värdväxt spindelört minskar. Spindelört är en hotad växtart i Sverige, främst på grund av igenväxning och övergödning av de platser där den växer. I 2010 års rödlista anges spindelörtskinnbaggen som nära hotad, efter att ett åtgärdsprogram upprättats och nya fynd av arten gjorts.

## Levnadssätt
Spindelörtskinnbaggens habitat är torra, magra och sandiga områden, särskilt betesmarker eftersom dess värdväxt spindelört gynnas av bete. Det är den enda växt som arten lever på, både i Sverige och i andra delar av utbredningsområdet. Födan är växtsaft.
Som andra halvvingar har spindelörtskinnbaggen en ofullständig förvandling med utvecklingsstadierna ägg, nymf och imago. Övervintringen sker som fullbildad insekt, gärna i större grupper, och fortplantningen sker i maj till juni när solen börjat värma. Ett kännetecken för nymferna är den röda bakkroppen med svarta tvärstreck och fläckar längs kanterna. När de är färdigvuxna, från och med juli, kan de vara aktiva till september.